# The Urethra Chronicles
The Urethra Chronicles es una película documental de 1999 protagonizada por la banda estadounidense de pop punk Blink-182. El documental, dirigido por el mánager de la banda, Rick DeVoe, es una mirada detrás de las escenas en la historia de la banda con su habitual toilet humor. El documental incluye imágenes exclusivas de las actuaciones en vivo y de los videos musicales. Este fue estrenado el 30 de noviembre de 1999, en formato VHS y el 2 de mayo de 2000, en formato DVD. Una secuela, The Urethra Chronicles II: Harder Faster Faster Harder, se lanzó en 2002.

## Antecedentes
La película explora la vida de los miembros de Blink-182, Mark Hoppus, Tom DeLonge y Travis Barker. Esta cuenta con material filmado durante muchos años; por ejemplo, escenas filmadas por Hoppus y DeLonge durante la grabación del segundo álbum de estudio de la banda, Dude Ranch, en abril de 1996. La película se terminó en el otoño de 1999 poco antes de que Blink-182 partiera de gira con Silverchair. El título original del documental fue The Dairy of The Butt. Hoppus, en una entrevista en 1999 con la MTV Radio Network, describió la producción como «...una mirada hacia atrás, y también una mirada hacia el futuro...». En noviembre del 2001, la Recording Industry Association of America (RIAA) lo certificó con un disco de platino en los Estados Unidos, mientras que en Canadá, la Canadian Recording Industry Association (CRIA) lo acreditó con un disco de oro en enero del 2000.

## Contenido
- El DVD incluye todos los videos oficiales de los sencillos de los álbumes Dude Ranch y Enema of the State.

1. «Dammit» (Dirigido por Darren Doane)
2. «Josie» (Dirigido por Darren Doane)
3. «What's My Age Again?» (Dirigido por Marcos Siega)
4. «All the Small Things» (Dirigido por Marcos Siega)
5. «Adam's Song» (Dirigido por Liz Friedlander)

- Dos canciones fueron interpretadas en vivo y filmadas en el Electric Ballroom en Londres, Inglaterra, el 30 de noviembre de 1999, y se incluyen en el documental.

1. «What's My Age Again?»
2. «All the Small Things»